# لورانس جارفينكل
لورانس جارفينكل (بالإنجليزية: Lawrence Garfinkel)‏، (11 يناير 1922 - 21 يناير 2010 ) عالم أوبئة أمريكي شارك في إثبات الصلة بين التدخين وسرطان الرئة.

## سيرة ذاتية
بعد تخرجه من المدرسة الثانوية في سن 15، التحق بكلية مدينة نيويورك. توقفت مسيرته الجامعية بسبب الحرب العالمية الثانية. بعد الهجوم على بيرل هاربور، انضم غارفينكل إلى الجيش، حيث خدم في فرنسا. بعد أشهر في المستشفى بعد إصابته بجروح خطيرة، عاد إلى كلية المدينة وحصل على درجة البكالوريوس في الإحصاء. حصل فيما بعد على درجة الماجستير من جامعة كولومبيا.
حصل على وظيفة مبكرة في جمعية السرطان الأمريكية، حيث تم تعيينه ككاتب إحصائي، تحول إلى مهنة مدتها 43 عامًا. بمرور الوقت، تعلم أدوات علم الأوبئة وصعد ليصبح رائدًا في هذا المجال.
في أوائل الخمسينيات، بدأ العلماء يشككون في العلاقة بين التدخين والسرطان، ولكن الأدلة الصحيحة إحصائيًا لم تكن موجودة بعد. أظهرت دراسة مبكرة قام بها مع كبار السن، وتتبع أكثر من 150،000 شخص لمدة 3 سنوات ونصف، وجود ارتباط كبير. كانت هذه الدراسة التاريخية هي الأولى من بين العديد من الدراسات الطموحة بشكل متزايد، حيث تتبع كل منها أكثر من مليون شخص.
البيانات من هذه الدراسات - التي لا تزال تستخدم اليوم - لم توضح بشكل قاطع الروابط بين التدخين وسرطان الرئة فحسب، بل جمعت أيضًا بيانات قيمة عن السمنة وتعاطي الكحول وأنواع أخرى من السرطان وعوامل أخرى مختلفة.
عمل جارفينكل أيضًا على دراسات علم أمراض سرطان الرئة ومحتملات التسرطن، وأظهر الارتباط الإحصائي بين طول التدخين وكمية تغير الأنسجة. وقد وفر ذلك أساسًا فسيولوجيًا لارتباطات المرض التي تم إنشاؤها سابقًا.